# Prima Divisione Sardegna 1940-1941
Fu il campionato di calcio della Sardegna. In seguito all’entrata in guerra dell’Italia, venne interrotto il traffico navale tra l’isola e il continente a causa del rischio di attacchi da parte della Royal Navy, obbligando le squadre locali ad abbandonare i campionati nazionali fino a conflitto concluso. Questo torneo non ebbe quindi nessun legame con quelli italiani.
Il Direttorio XVIII Zona, avente sede a Cagliari, gestiva in questa stagione le squadre della Sardegna.

## Girone unico

### Squadre partecipanti
| Squadra              | Città (provincia)          | Stagione precedente                     |
| -------------------- | -------------------------- | --------------------------------------- |
| A.C. Alghero         | Alghero (SS)               |                                         |
| Dop.Az. Bacu Abis    | Bacu Abis di Carbonia (CA) |                                         |
| U.S. Cagliari        | Cagliari                   | Non reiscritto in C per ordine militare |
| Dop.Az. Carbonia     | Carbonia (CA)              |                                         |
| Diavoli Rossi        | Monserrato (CA)            |                                         |
| G.I.L. di Monserrato | Monserrato (CA)            |                                         |
| G.I.L. di Olbia      | Olbia (SS)                 |                                         |
| G.I.L. Ilva          | La Maddalena (SS)          |                                         |
| G.U.F. Nuoro         | Nuoro                      |                                         |
| G.S. La Medusa       | Bosa (NU)                  |                                         |
| A.S. Macomer         | Macomer (NU)               |                                         |
| Dop.Az. Monteponi    | Iglesias (CA)              |                                         |
| Dop.Az. Montevecchio | Montevecchio (CA)          |                                         |
| S.E.F. Torres        | Sassari                    |                                         |

### Classifica finale
|  | Pos. | Squadra            | Pt       | G  | V  | N | P  | GF | GS | QR   |
|  | ---- | ------------------ | -------- | -- | -- | - | -- | -- | -- | ---- |
|  | 1.   | La Medusa          | 25       | 17 | 12 | 1 | 4  | 30 | 10 | 3,00 |
|  | 2.   | Carbonia           | 25       | 17 | 11 | 3 | 3  | 35 | 17 | 2,06 |
|  | 3.   | Alghero            | 20       | 17 | 9  | 2 | 6  | 22 | 17 | 1,29 |
|  | 4.   | Cagliari           | 17       | 17 | 6  | 5 | 6  | 27 | 23 | 1,17 |
|  | 5.   | Bacu Abis          | 17       | 17 | 7  | 3 | 7  | 22 | 21 | 1,05 |
|  | 6.   | Torres             | 14       | 17 | 5  | 4 | 8  | 24 | 28 | 0,86 |
|  | 7.   | Montevecchio       | 13       | 17 | 4  | 5 | 8  | 20 | 30 | 0,67 |
|  | 8.   | GIL Olbia          | 13       | 17 | 6  | 1 | 10 | 19 | 30 | 0,63 |
|  | 9.   | GIL Ilva (-3)      | 11       | 17 | 4  | 6 | 7  | 24 | 28 | 0,86 |
|  | --   | Macomer            | Ritirata |    |    |   |    |    |    |      |
|  | --   | Diavoli Rossi      | Ritirata |    |    |   |    |    |    |      |
|  | --   | GIL Monserrato     | Ritirata |    |    |   |    |    |    |      |
|  | --   | Monteponi Iglesias | Ritirata |    |    |   |    |    |    |      |
|  | --   | GUF Nuoro          | Ritirata |    |    |   |    |    |    |      |

Legenda:
      Campione Sardo di 1ª Divisione.
      Retrocesso in Seconda Divisione.
Regolamento:
Due punti a vittoria, uno a pareggio, zero a sconfitta.
Quoziente reti in caso di pari punti, per qualsiasi posizione di classifica.
Note:
La Medusa è 1ª classificata grazie al miglior quoziente reti.

## Verdetti finali
- La Medusa, è campione sardo di 1ª Divisione.